# Hubert Pernot
Pour les articles homonymes, voir Pernot.
Hubert Pernot, né le 7 août 1870 à Froideconche en Haute-Saône et mort le 27 juin 1946 à Paris 14e, est un linguiste français, helléniste spécialiste de grec moderne, professeur d'université. Il a réalisé trois missions de collectes de chansons et de musiques populaires, en Roumanie, en Tchécoslovaquie et en Grèce, et il joue un rôle important dans le développement du Musée de la parole et du geste à Paris. 

## Biographie

### Formation
Hubert Octave Célestin Pernot effectue ses études secondaires aux collèges de Luxeuil et de Gray, jusqu'au baccalauréat ès lettres ; sa mère, Octavie Céleste, née Haaz (1847-1906), est professeur de français à Athènes : Hubert Pernot s'y rend pendant les vacances et y apprend le grec. 
Il est élève de l'École des Langues orientales, puis intègre l'École pratique des hautes études en 1889. Il étudie à la Faculté des lettres de Paris, où il suit l'enseignement de l’abbé Jean-Pierre Rousselot pour la phonétique expérimentale, d'Émile Legrand pour la philologie et la science des textes, et de Jean Psichari pour l’histoire du grec et la dialectologie néo-hellénique. Il est diplômé de l'École des Langues Orientales en grec moderne en 1893, licencié ès lettres en 1895, docteur ès lettres en 1908.
En 1898 et 1899, à l'instigation de Jean-Pierre Rousselot, il effectue ses premiers enregistrements de la langue et des traditions grecques sur l’île de Chio, à l’aide d’un petit graphophone.
Il épouse le 14 juillet 1902 à Arnhem aux Pays-Bas Nicolette Tetterode, née à Amsterdam ; le couple aura trois filles.

### Carrière
Hubert Pernot entame sa carrière universitaire en tant que répétiteur de grec moderne à l’École des Langues Orientales de 1895 à 1912 ; il soutient sa thèse en 1907 sur la phonétique des parlers de Chio. En 1912, il est nommé maître de conférences chargé du cours de langue et littérature grecques modernes (fondation du Gouvernement hellénique) à la Faculté des lettres de Paris ; de 1924 à 1930 il est maître de conférences de phonétique et directeur de l’Institut de Phonétique et des Archives de la Parole, fondé par le linguiste Ferdinand Brunot ; il succède à Jean Poirot, et sera remplacé par Pierre Fouché,,. Il gère le déménagement de l'Institut de la Sorbonne au 19 rue des Bernardins, ainsi que la mise en place de nouveaux statuts en 1927, pour transformer l'Institut en un « Musée de la Parole et du Geste » ; la notion de « geste » fait référence au projet d'associer image et son, en joignant des archives cinématographiques aux archives sonores. Le projet est amorcé par un partenariat avec Léon Gaumont,, mais aucune trace n'en subsiste. 
Hubert Pernot réalise trois missions de collectes de chansons et de musiques populaires, en Roumanie en 1928, en Tchécoslovaquie en 1929 et en Grèce en 1930 ; dans ce dernier pays, avec l'aide du Centre des Archives ethnologiques musicales d’Athènes, il réalise une campagne phonographique d’envergure du patrimoine oral et musical grec, et constitue une collection de 222 disques répertoriant 573 chansons 
de tous genres (chants de fiançailles, de mariage, de fêtes, de moissons, de vendanges ; chants de bergers ; chansons historiques ; chants religieux de la tradition byzantine) et représentatifs des différentes régions grecques, la moitié interprétées par des chanteurs originaires des régions grecques les moins explorées jusque là (Thrace et Asie Mineure notamment) ; le poète Kostís Palamás et le musicologue Simon Karas, spécialiste de la musique byzantine, sont également enregistrés,. Pernot met en place à Athènes un « Syllogue pour l'enregistrement des chansons populaires » et des « Archives musicales du folklore ».
En 1930, il est nommé professeur de grec post-classique et moderne et de littérature néo-hellénique à l'Institut néo-hellénique à la Sorbonne, une chaire fondée en commun par le gouvernement grec et l’Université de Paris afin d'approfondir les relations culturelles entre les deux pays ; il dirige l'Institut néo-hellénique jusqu'à sa retraite en 1938. 
Outre ses fonctions universitaires, Hubert Pernot est le fondateur et l'éditeur, avec l'abbé Rousselot, de la Revue de phonétique, première revue publiée en France à être entièrement consacrée à la phonétique et à ses applications : elle paraît de 1911 à 1914, le déclenchement de la Première Guerre mondiale interrompant sa publication ; Pernot tente de la relancer en 1928 mais elle s'arrête en 1929. En 1915, il donne également des cours de grec moderne aux lycéens destinés à partir pour l'Armée d'Orient. Il est le directeur de la collection néo-hellénique aux éditions Guillaume Budé (18 volumes dont 9 signés par lui). Il est le fondateur et directeur de deux collections créées en 1925 et éditée par Les Belles-Lettres :  la Collection de l’Institut néo-hellénique (15 volumes) et la collection Le monde hellénique (8 volumes).

### Fin de vie
Hubert Pernot se retire en 1939 dans une maison de campagne à Torteron dans le Cher. 
Pendant la Seconde Guerre mondiale, sa maison est mise à sac par les troupes allemandes en 1940 et sa bibliothèque pillée et en grande partie détruite. Sa fille Hélène rejoint la Résistance  ; arrêtée, elle est déportée au camp de concentration de Ravensbrück, où elle est assassinée,.
Après la fin de la guerre, il est hébergé avec son épouse à la Cité internationale universitaire à Paris en tant que membre du conseil d'administration du Collège néerlandais ; il y meurt le 27 juin 1946.

## Distinctions
Hubert Pernot est nommé chevalier de la Légion d'honneur en 1937. Il est lauréat de l’Académie des inscriptions et belles-lettres (1909) ainsi que de l'Association des études grecques.

## Publications
Hubert Pernot a écrit un nombre important d’articles et d’ouvrages. Ses principaux ouvrages, écrits seuls ou en collaboration, sont listés ci-dessous ; il a publié des articles dans l'Annuaire de l’École pratique des Hautes-Études, les Mémoires de la Société linguistique de Paris, la Revue des études grecques, la Revue critique d’histoire et de littérature, la Revue de linguistique et de philologie comparée et la Revue de phonétique.

### Éditions de textes
- Girolamo Germano. Grammaire et vocabulaire du grec vulgaire publiés d’après l’édition de 1622, Paris, Champion (Collection de monuments pour servir à l'histoire de la langue et de la littérature néo-helléniques, n° 1), 1907, 399 p. ; thèse complémentaire de doctorat.
- Anthologie populaire de la Grèce moderne, Paris, Mercure de France, 1910, 276 p.
- P. Gentil de Vendosme et Antoine Achélis. Le siège de Malte par les Turcs en 1565, publié en français et en grec d’après les éditions de 1567 et 1571, Paris, Champion (Collection de monuments pour servir à l'étude de la langue et de la littérature néo-helléniques, n° 2), 1910, XVI-200 p. Lire en ligne.
- Nos anciens à Corfou. Souvenirs de l'aide-major Lamare-Picquot (1807-1814), Paris, F. Alcan, 1918, X-256 p. Lire en ligne.
- Voyage en Turquie et en Grèce du R. P. Robert de Dreux, aumônier de l’ambassadeur de France (1667-1669), Paris, Les Belles Lettres (Collection de l'Institut néo-hellénique de l'Université de Paris, n° 3), 1925, XL-202 p.
- avec Dirk Christiaan Hesseling :
  - Poèmes prodromiques en grec vulgaire, Amsterdam, J. Müller, 1910, 276 p. (édition des poèmes de Théodore Prodrome, XIIe siècle).
  - Chansons d’amour publiées d’après un manuscrit du XVe siècle, avec une traduction, une étude critique sur les « Chansons des cent mots », des observations grammaticales et un index, Paris, H. Welter (collection : Bibliothèque grecque vulgaire, X), 1913, XXXVI-189 p.

### Collecte de chansons et de musiques populaires
- En pays turc. L’île de Chio, avec 17 mélodies populaires et 118 simili-gravures exécutées d'après les clichés de l'auteur, Paris, Maisonneuve, 1903, 284 p.
- Mélodies populaires grecques de l’île de Chio, recueillies au phonographe par Hubert Pernot et mise en musique par Paul Le Flem, Paris, Ernest Leroux, 1903, 129 p. ; contient 114 mélodies Lire en ligne. Quatre ont été reproduites et harmonisées en 1904-1906 par Maurice Ravel dans ses Cinq mélodies populaires grecques[14]. Le matériau mélodique inspire également le compositeur Maurice Emmanuel pour sa Suite sur des airs populaires grecs, op..10, en 1907.
- Chansons populaires grecques des XVe et XVIe siècles publiées et traduites, Paris, Les Belles Lettres, 1930, 151 p.

### Études
- Études de littérature grecque moderne, première série : le roman de Digénis Akritas ; les Poèmes prodromiques ; la Chanson des cent mots et les premiers recueils de poésie lyrique ; les Crétois hors de Crète ; Deux poèmes crétois sur les Enfers ; la Belle Bergère, Paris, Maisonneuve, 1916, II-284 p.[15].
- Études de littérature grecque moderne, deuxième série : le roman crétois d’Erotókritos ; André Laskaratos, Paris, Les Belles Lettres, 1918, 276 p.
- La Grèce actuelle dans ses poètes, Paris, Garnier, 1921, 208 p. (ouvrage dédié à Kostís Palamás avec qui Pernot a correspondu).
- « Le poème de Michel Glycas sur son emprisonnement », dans Mélanges Charles Diehl, 1930, p. 263-276.
- Mythes astrals et traditions littéraires, Paris, Maisonneuve, 1944.
- avec Jean Psichari :
  - The Language question in Greece, three essays. The Literary battle in Greece ; the Gospel riots in Greece ; a Glance on vulgar or modern Greek literature, Calcutta, Baptist Mission Press, 1902, XXIX-80 p. Lire en ligne.

### Linguistique et phonétique du grec
- Grammaire grecque moderne, avec une introduction et des index, Paris, Garnier, 1897, XXXI-262 p. ; rééditée jusqu'en 1929, 5e édit, 300 p.
- La dissimilation intervocalique dans les dialectes néo-grecs, Paris, Ernest Leroux, 1905, 24 p. (tiré à part de laRevue des études grecques)[16].
- La métathèse dans les dialectes de Chio, Paris, Ernest Leroux, 1906, 19 p. (tiré à part de laRevue des études grecques).
- Études de linguistique néo-hellénique. I. Phonétique des parlers de Chio, Paris, Champion, 1907, 571 p. (thèse de doctorat ; prix Chénier de l'Académie des Inscriptions ; prix Zographos de l'Association des Études grecques).
- Lexique français-grec moderne à l’usage du corps expéditionnaire d’Orient, Paris, Chapelot, 1915, 144 p. ; 2e édit en 1916, 162 p.
- Recueil de textes en grec usuel avec traduction française, notes et remarques étymologiques, Paris, Les Belles Lettres, 1918, 181 p.
- D’Homère à nos jours. Histoire, écriture, prononciation du grec, Paris, Garnier, 1921, XI-249 p. Lire en ligne.
- Lexique grec moderne-français, Paris, Garnier, 1933, 528 p. Dernière rééd. sous le titre Dictionnaire du grec moderne, Garnier / Bordas, 1993
- Introduction à l’étude du dialecte tsakonien, Paris, Les Belles Lettres, 1934, 550 p.
- Études de linguistique néo-helléniques. II. Morphologie des parlers de Chio ; III. Textes et lexicologie des parlers de Chio, Paris, les Belles Lettres (Collection de l'Institut néo-hellénique, 5-6), 1946, 2 vol.[17]
- avec Émile Legrand :
  - Précis de prononciation grecque moderne, Garnier, 1896, 40 p.
  - Chrestomanie grecque moderne, Garnier, 1899, XXIX-492 p.
- avec Marthe Pernot :
  - Manuel de conversation français-grec moderne, Paris, Roger, VII-132 p.
- avec C. Polack : 
  - Grammaire du grec moderne, seconde partie (langue officielle), Paris, Garnier, 1921, 275 pp. (prix Chénier de l’Académie des Inscriptions).
- avec Dirk Christiaan Hesseling : 
  - Chrestomatie néo-hellénique, Paris, Les Belles Lettres, 1926, 219 p.

### Ouvrages bibliographiques
- Publication du tome IV de la Bibliographie hellénique des XVe et XVIe siècles d’Émile Legrand, avec une notice sur la vie et les œuvres de l’auteur et la liste de ses publications, Paris, Guilmoto, 1906, XLII-393 p.
- Bibliographie ionienne, description raisonnée des ouvrages publiés par les Grecs des Sept-Îles ou concernant ces îles, du XVe siècle à l’année 1900, par Émile Legrand, complétée, Paris, Leroux, 1910, 2 vol.
- Bibliographie hellénique ou Description raisonnée des ouvrages publiés par des Grecs au XVIIIe siècle, par Émile Legrand, œuvre posthume complétée et publiée par Mgr Louis Petit et H. Pernot. Tome I, Paris, 1917, 563 p (Prix Brunet de l’Académie des Inscriptions)
- Bibliographie hellénique ou Description raisonnée des ouvrages publiés par des Grecs au XVIIIe siècle, par Émile Legrand, œuvre posthume complétée et publiée par Mgr Louis Petit et H. Pernot. Tome II, Paris, Les Belles Lettres, 1928, 565 p.

### Travaux sur l'histoire et la langue de laBible
- Pages choisies des Évangiles littéralement traduites de l’original et commentées à l’usage du public lettré avec le texte en regard, Paris, Les Belles Lettres, 1925, 259 p.[18]
- Études sur la langue des Évangiles, Paris, Les Belles Lettres, 1927, XI-226 p.
- La prononciation du grec des Évangiles, Paris, Didier (Petite collection de l’Institut de phonétique, fasc. 2), 1928, 12 p.
- Recherches sur le texte original des Évangiles, Paris, Les Belles Lettres, 1938.
- La déformation des Évangiles, Amsterdam, N. V. Noord-Hollandsche uitgevers maatschappij, 1951, 52 p.
- Quatre évangiles, nouvellement traduits et annotés, Paris, Gallimard, 1943.
- Les deux premiers chapitres de Matthieu et de Luc, Paris, Maisonneuve, 1948, 243 p.